# Älvåsens naturreservat
Älvåsens naturreservat är ett naturreservat i Nordanstigs kommun i Gävleborgs län.
Området är naturskyddat sedan 2003 och är 435 hektar stort. Reservatet består av granskog och även lövträd och myrmark. 